# Spencer Stone

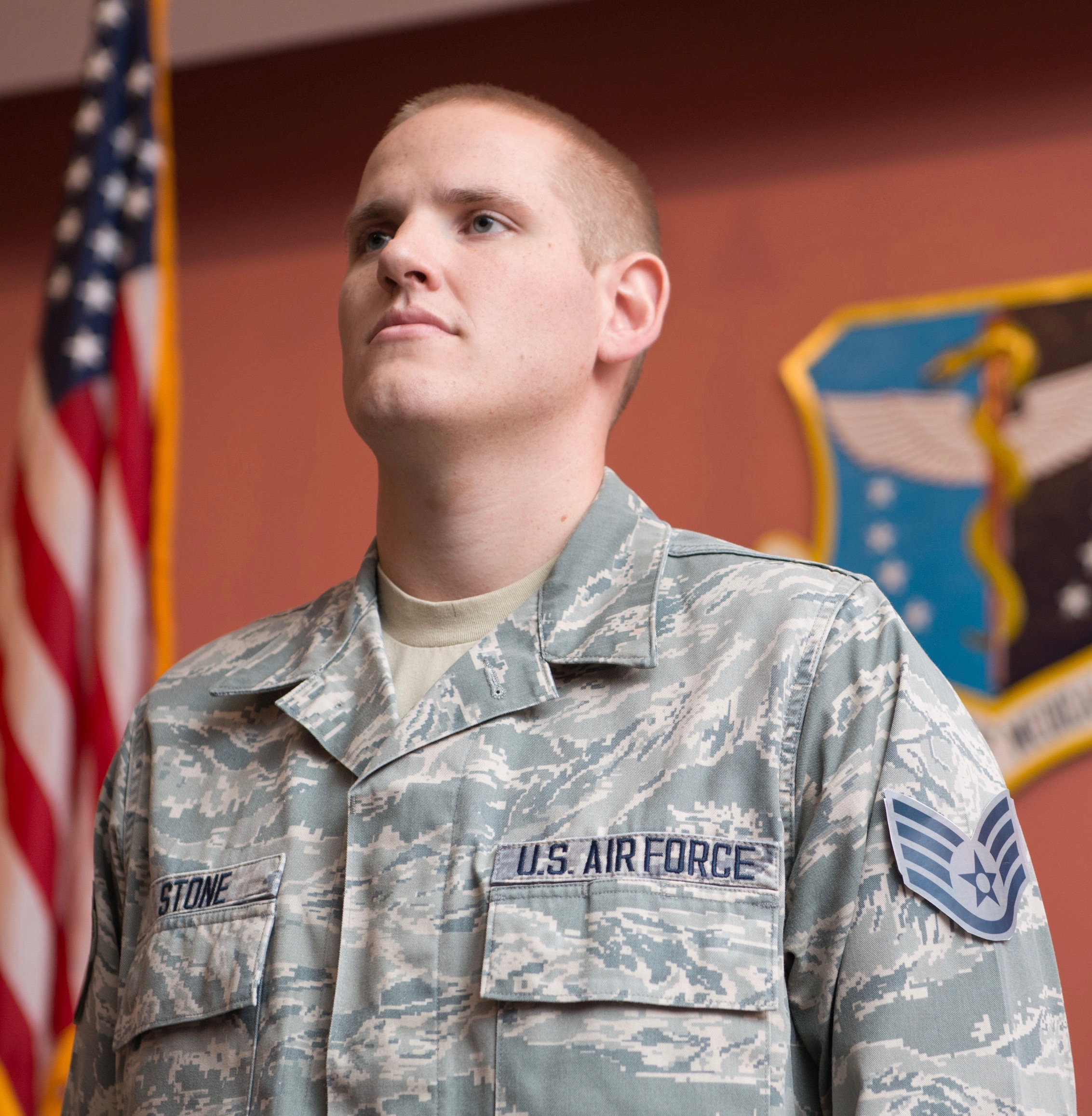
Spencer Stone 2015

Spencer Stone (* 13. August 1992 in Sacramento, Kalifornien) ist ein ehemaliger Staff Sergeant der U.S. Air Force.

## Anschlag im Thalys-Zug 9364
Stone und seine Jugendfreunde Aleksander Skarlatos und Anthony Sadler reisten Mitte 2015 durch Europa.
Am 21. August 2015 stiegen sie in den Thalys-Zug 9364, um von Amsterdam über Brüssel nach Paris zu fahren. Ein 25-jähriger Marokkaner, Ayoub El-Khazzani, befand sich im Wagen 12, bewaffnet mit einem Draco-Kurzrohrkarabiner und ausgestattet mit 270 Schuss Munition. Mehrere Personen versuchten, den Schützen aufzuhalten, scheiterten aber. Stone griff den bewaffneten Verdächtigen an, wurde in den Nacken und die Augenbraue gestochen und verlor fast seinen Daumen. Skarlatos griff das Gewehr des Angreifers auf und schlug ihm mit der Mündung auf den Kopf. Stone wurde ins Zentralkrankenhaus in Lille, Frankreich gebracht und dann nach Deutschland überführt und behandelt. Am 3. September 2015 kehrte er nach Hause zurück.
Nach der verhinderten Terrorattacke erhielten Stone, Skarlatos und Sadler internationale Aufmerksamkeit und Anerkennung. Der französische Präsident François Hollande zeichnete Stone, seine Freunde Alek Skarlatos und Anthony Sadler sowie den britischen Geschäftsmann Chris Norman mit der höchsten französischen Auszeichnung, der Ehrenlegion (Chevaliers de la Légion d’honneur), aus. Der französische Innenminister Bernard Cazeneuve lobte sie für ihre Tapferkeit, ebenso wie der damalige britische Premierminister David Cameron. Stone wurde bei einer Zeremonie im Pentagon mit der United States Air Force Airman's Medal und dem Purple Heart ausgezeichnet.
2018 spielte er bei der Verfilmung der Geschichte des Zug-Anschlags sich selbst.